# Ciwalen (Dayeuhluhur)
Ciwalen is een bestuurslaag in het regentschap Cilacap van de provincie Midden-Java, Indonesië. Ciwalen telt 4380 inwoners (volkstelling 2010).